# Linum pallescens
Linum pallescens är en linväxtart som beskrevs av Aleksandr Andrejevitj Bunge. Linum pallescens ingår i släktet linsläktet, och familjen linväxter. Inga underarter finns listade i Catalogue of Life.